# Dannemora (Nowy Jork)
Dannemora – miasto w Stanach Zjednoczonych, w stanie Nowy Jork, w hrabstwie Clinton.